# 柴田瞳
柴田 瞳（しばた ひとみ、2005年11月23日 - ）は、福島県出身の女子サッカー選手。ポジションはミッドフィールダー。

## 来歴

### クラブ
2024年にノジマステラ神奈川相模原のユースチームから日本大学に進学。

### 代表
2022年9月に、U-17女子ワールドカップに臨むU-17日本代表に選出された。大会では全4試合に出場した。

## 代表歴
- U-17日本代表
  - 2022 FIFA U-17女子ワールドカップ; ベスト8（4試合出場）